# Ирокезки езици
Ирокезките езици са група езици или езиково семейство, говорени от някои северноамерикански индиански племена, най-вече сред ирокезите и чероките.
Ирокезките езици са типични представители на полисинтетичните езици, т.е. думите са изградени от голямо количество морфеми.
Така например Washakotya'tawitsherahetkvhta'se на мохокски означава „Той съсипа роклята ѝ“, а буквално преведено – „Той направи нещото, което човек си слага по тялото, грозно за нея“). Това е пример как една дума може да представи идея, която би се изразила чрез цяло изречение в един неполисинтетичен език.

## Класификация
Според класификацията на Етнолог, ирокезкото езиково семейство има следната структура:
- Северноирокезки
  - Пет нации – група от езици, говорени от петте основни нации в Лигата на ирокезите
    - Мохок-онайда
      - мохокски – говорен при племето мохок
      - онайдски – говорен при племето онайда

    - Сенека-онондага
      - онондагски – говорен при племето онодага
      - Сенека-каюга
        - сенекски – говорен при племето сенека
        - каюгски – говорен при племето каюга

  - Хюрон
    - виандотски – говорен от виандотите, известни още и като хюрони

  - лаврентийски – група от сходни диалекти, понастоящем изчезнали.
  - Тускарора-нотоуей
    - нотоуейски – езикът изчезва около 1958 година
    - тускарорски – говорен при племето тускарора
- Южноирокезки
  - черокски – говорен при племето чероки
- сускеханокски – изчезва през втората половина 18 век

В представената по-горе структура липсва един ирокезски език – минго, който би следвало да се причисли към групата сенека-онондага или нейната подгрупа сенека-каюга. Подобно на тускарорския, минго е със статут на силно застрашен език.